# Muscolo succlavio
Il muscolo succlavio è un piccolo muscolo triangolare che si estende fra la clavicola e la prima costa. Contribuisce a formare la parete anteriore dell'ascella assieme ai muscoli grande e piccolo pettorale.

## Descrizione

posizione del muscolo succlavio (in rosso). La scapola è semitrasparente. Animazione 3D.

### Origine
Origina con un tendine corto e spesso dalla prima costa e dalla relativa cartilagine costale a livello della loro giunzione superiormente al legamento costoclavicolare.

### Inserzione
Le sue fibre si dirigono obliquamente in direzione superolaterale per inserirsi sul solco presente sulla faccia inferiore della clavicola tra il legamento trapezoide e il legamento conoide che si uniscono per formare il legamento coraco-clavicolare.

### Innervazione
È innervato dal nervo succlavio che nasce dal tronco primario superiore e riceve fibre da C5 e C6.

### Azione
Il muscolo succlavio può abbassare la spalla portando la clavicola in basso e in avanti. Fornisce inoltre protezione al plesso brachiale e ai vasi sanguigni succlavi.